# Lithi nitride
Lithi nitride là một hợp chất vô cơ của lithi với nitơ có công thức hóa học Li3N. Nó là nitride duy nhất của kim loại kiềm ổn định ở nhiệt độ thường. Chất rắn này có màu đỏ hoặc tía, với nhiệt độ nóng chảy cao và là một chất phân ly thành ion.

## Cấu trúc tinh thể
α-Li3N (ổn định ở điều kiện thường) có cấu trúc tinh thể bất thường, bao gồm hai kiểu khác nhau của các lớp, một lớp dạng tấm, kết cấu là Li2N chứa 6 ion nitơ phối hợp còn lớp kia chỉ bao gồm các ion lithi.
Hai dạng khác được biết đến là β-Li3N, được hình thành từ pha alpha ở 4.200 bar (4.100 atm) có cấu trúc giống natri asenua (Na3As); γ-Li3N (cùng cấu trúc với Li3Bi) tạo thành từ dạng beta ở 35 đến 45 gigapascal (350.000 đến 440.000 atm).

## Điều chế
Hợp chất này được tạo ra bằng cách cho hai nguyên tố này phản ứng với nhau, hoặc là bằng cách đốt lithi kim loại trong khí nitơ nguyên chất hay bằng cách cho khí nitơ phản ứng với lithi hòa tan trong natri kim loại lỏng:
6Li + N2  → 2Li3N
Phương pháp thứ hai cho sản phẩm tinh khiết hơn.

## Tính chất hóa học
Lithi nitride phản ứng mãnh liệt với nước để giải phóng amonia:
Li3N (rắn) + 3H2O (lỏng) → 3LiOH (dung dịch) + NH3 (khí)
Tất cả các nitride dạng ion khác đều thể hiện tính chất này, do ion N3− là một base Bronsted cực mạnh. Nó có đủ điều kiện để coi là một siêu base. Trên thực tế, nó là một base mạnh hơn tất cả các ion hydride, vì thế nó khử proton của hydro ở dưới 300 ℃ (áp suất 0,5 MPa) tạo ra lithi hydride và lithi amit:
Li3N (rắn) + 2H2 (khí) → LiNH2 (rắn) + 2LiH (rắn)

## Ứng dụng
Lithi nitride rắn là chất điện phân rắn và có hệ số dẫn điện cao nhất trong số các muối vô cơ của lithi. Nó được nghiên cứu một cách rộng rãi như là chất điện phân rắn và làm vật liệu chế tạo anôt (cực dương) trong các loại pin.
Lithi nitride còn được khám phá ra như là một chất trung gian lưu trữ khí hiđrô, do phản ứng của Li3N và H2 là thuận nghịch ở 270 ℃. Người ta đã đạt được tỷ lệ hấp thụ hiđrô tới 11,5% theo trọng lượng của nó.